# 李恩恵 (ゴルファー)
李 恩恵（イ・ウネ、이은혜、1982年8月31日 - ）は、大韓民国出身の女子プロゴルファー。

## 人物・経歴
李恩恵は1982年生まれ。大韓民国出身。1993年、11歳でゴルフを始める。大学は京畿道龍仁市に所在する龍仁大学校を卒業した。海外では、Grace Lee の愛称でも知られる。得意クラブはアイアン。血液型はA型。趣味は映画鑑賞。